# STM Kargu
STM Kargu - турецький квадрокоптер, безпілотний "камікадзе", розроблений для асиметричної війни або протидії повстанцям. Розробник і виробник - турецька оборонна компанія STM (Savunma Teknolojileri Mühendislik ve Ticaret AŞ).
Kargu використовували в Сирії та Лівії Збройні сили Туреччини. Як повідомляється, він також використовувався Азербайджаном під час нагорно-карабахського конфлікту 2020 року, хоча поки що це не підтверджений владою Азербайджану.

## Опис
Апарат може переносити одна особа як в автономному, так і в ручному режимах. KARGU можна ефективно використовувати проти статичних або рухомих цілей завдяки його можливостям обробки зображень у реальному часі та алгоритмах машинного навчання, вбудованих на платформу. За словами генерального директора STM Мурата Ікінчі, у Kargu є система розпізнавання обличчя, завдяки якій він може шукати конкретних людей, а при нападах в рої завдяки тому, що їх занадто багато, щоб знешкодити за допомогою передових систем ППО, вони можуть дуже швидко знищити велику кількість цілей.
Інші можливості включають:
- денні та нічні операції;
- автономні і точні удари;
- різні варіанти боєприпасів;
- відстеження рухомих цілей;
- алгоритми навігації та управління;
- розгортається та керування однією особою;
- зупинка місії після вильоту та екстрене самознищення.

## Оператори
- Азербайджан: мінімум 27[1]
- Туреччина: 500 в робочому стані[5]

### Можливі покупці
STM повідомив, що вони обговорювали з трьома неназваними іноземними країнами питання експорту Kargu. STM згадав "пустелі, тундру та тропічні умови", припускаючи, що покупці можуть бути на значній відстані від Туреччини.

### Технічні характеристики
- Екіпаж: 0 на борту, 1 на наземній станції
- Довжина: 60 см (2,0 фут)
- Розмах крила: 60 см (2,0 фут)
- Вага: 7 060 г (15,56 фунт)

### Продуктивність
- Максимальна швидкість: 72 кілометри за годину (39 вуз)
- Сервісна стеля: 500 метрів (1 600 фут)
- Експлуатаційна висота: 2,800 метра (9,19 фут)
- Витривалість: 30 хвилин
- Дальність: 5 кілометрів (16 000 фут)